# کنتا یامافوجی
کنتا یامافوجی (انگلیسی: Kenta Yamafuji؛ زادهٔ ۱۴ نوامبر ۱۹۸۶) بازیکن فوتبال اهل ژاپن است.